# Philippe Garrel
Philippe Garrel (francès: [gaʁɛl]; nascut el 6 d'abril de 1948) és un director de cinema, director de fotografia, guionista, editor de pel·lícules i productor, associats am el moviment de la Nouvelle Vague. Les seves pel·lícules han guanyat premis al Festival Internacional de Cinema de Canes, al Festival Internacional de Cinema de Venècia i al Festival Internacional de Cinema de Berlín.

## Primers anys
Philippe Garrel va néixer a Boulogne-Billancourt l'any 1948, fill de l'actor Maurice Garrel. El seu germà, Thierry Garrel, és productor.
El jove Garrel es va interessar pel cinema i va començar la seva carrera aviat, influenciat pel nou treball de Jean-Luc Godard i François Truffaut. Als 16 anys, Garrel va escriure i dirigir la seva primera pel·lícula, Les Enfants désaccordés, el 1964.
El 1982, Garrel va guanyar el Premi Jean Vigo per la pel·lícula L'Enfant secret. Va guanyar el premi Perspectives du Cinéma al Festival Internacional de Cinema de Canes el 1984 per la seva pel·lícula de 1983 Liberté, la nuit.
Durant un període de deu anys, Garrel va gaudir d'una bona ratxa de reconeixement de la crítica al Festival de Cinema de Venècia. El 1991, va guanyar un Lleó de Plata per la seva pel·lícula J'entends plus la guitare, que va ser nominada al Lleó d'Or. Le Vent de la nuit va ser nominada al Lleó d'Or l'any 1999. Dos anys més tard, Sauvage Innocence va ser nominada al Lleó d'Or i va guanyar el Premi FIPRESCI. La seva pel·lícula de 2005, Les Amants réguliers, va guanyar el Lleó de Plata, al millor director.

## Vida personal
Garrel va conèixer l cantant i actriu alemanya Nico el 1969 quan va interpretar la cançó "The Falconer" per a la seva pel·lícula "Le Lit de la Vierge". La parella aviat va començar a viure junts. Nico va ser protagonista per primera vegada a la seva pel·lícula de 1972 La Cicatrice intérieure (també coneguda com The Inner Scar). Les cançons de la banda sonora es van incloure a l'àlbum de Nico Desertshore, que presentava fotografies de la pel·lícula a la portada i la contraportada. Nico va aparèixer en diverses pel·lícules de Garrel després d'això. La seva relació de deu anys va acabar el 1979.
Garrel i l'actriu Brigitte Sy són pares dels actors Louis Garrel i Esther Garrel.
Està casat amb l’actriu i guionista Caroline Deruas.
El 30 d'agost de 2023, Garrel va ser acusat d'assetjament sexual per cinc actrius, incloses Anna Mouglalis i Marie Vialle.

## Filmografia
| Any  | Títol                                            | Notes                                                              |
| ---- | ------------------------------------------------ | ------------------------------------------------------------------ |
| 1964 | Les Enfants désaccordés                          | Curtmetratge; també editor                                         |
| 1965 | Droit de visite                                  | Curtmetratge                                                       |
| 1968 | Marie pour mémoire                               | també editor                                                       |
| 1968 | Anémone                                          | també actor                                                        |
| 1968 | La Concentration                                 | també productor/co-editor/director artístic                        |
| 1968 | Le Révélateur                                    | també editor/productor                                             |
| 1968 | Actua 1                                          | Curtmetratge                                                       |
| 1969 | Le Lit de la Vierge                              | Actor/editor/productor                                             |
| 1972 | La Cicatrice intérieure                          | Curtmetratge, amb Nico; també actor/editor/productor               |
| 1972 | Athanor                                          | també editor/productor                                             |
| 1974 | Les Hautes Solitudes                             | amb Nico; també editor/productor                                   |
| 1975 | Un ange passe                                    | també productor/director de fotografia/editor                      |
| 1975 | Le Berceau de cristal                            | Amb Nico; també actor/editor/productor/director de fotografia      |
| 1978 | Voyage au jardin des morts                       | també editor/productor                                             |
| 1979 | Le Bleu des origines                             | també actor/director de fotografia/editor/productor                |
| 1982 | L'Enfant secret                                  | Curt de 1979, no completat fins 1982; també actor/editor/productor |
| 1983 | Liberté, la nuit                                 | també editor                                                       |
| 1984 | "Rue Fontaine"                                   | Segment de Paris vu par... vingt ans après                         |
| 1985 | Elle a passé tant d'heures sous les sunlights... | també editor/productor/actor                                       |
| 1989 | Les Ministères de l'art                          | Documentary                                                        |
| 1989 | Les Baisers de secours                           | també actor                                                        |
| 1991 | J'entends plus la guitare                        |                                                                    |
| 1993 | La Naissance de l'amour                          |                                                                    |
| 1996 | Le Cœur fantôme                                  |                                                                    |
| 1999 | Le Vent de la nuit                               |                                                                    |
| 2001 | Sauvage Innocence                                |                                                                    |
| 2004 | Les Amants réguliers                             |                                                                    |
| 2008 | La Frontière de l'aube                           |                                                                    |
| 2011 | Un été brûlant                                   |                                                                    |
| 2013 | La Jalousie                                      |                                                                    |
| 2015 | L'Ombre des femmes                               |                                                                    |
| 2017 | L'Amant d'un jour                                |                                                                    |
| 2020 | Le Sel des larmes                                |                                                                    |
| 2023 | Le Grand Chariot                                 | Guanyador de l'Os de Plata a la millor direcció                    |

## Fon ts
- "Philippe Garrel", Senses Of Cinema website
- "Philippe Garrel", Strictly Film School
- "Philippe Garrel", New York Times
- Interview